# František Drbal
František Drbal (20. srpna 1891 Nové Dvory – 25. října 1941 Kounicovy koleje) byl československý legionář, pedagog a odbojář. V období druhé světové války byl popraven nacisty.

## Život
František Drbal se narodil 20. srpna 1891 v Nových Dvorech u Lipníka nad Bečvou. Vystudoval reálnou školu. Po vypuknutí první světové války narukoval na ruskou frontu, kde 18. listopadu 1914 padl do zajetí. Dne 6. dubna 1917 podal přihlášku do Československých legií, kam byl zařazen 20. listopadu téhož roku. Absolvoval Sibiřskou anabázi, demobilizován byl 3. listopadu 1920 s dosaženou hodností četaře. Pracoval jako odborný učitel, později jako ředitel dívčí měšťanské školy Karoliny Světlé v Přerově, kde i v Riedlově ulici bydlel. Byl členem místního Sokola. Během nacistické okupace se zapojil do podpory sovětského výsadku S1/R, kterému velel jeho bývalý žák Bohuslav Němec. Ten se během svého působení náhodně setkal s příslušníkem jiného výsadku Ferdinandem Čihánkem, který se posléze přihlásil na gestapu a Bohuslava Němce a síť jeho spolupracovníků vyzdradil. Vlně zatýkání neunikl ani František Drbal a jeho žena Hedvika rozená Váňová. Ta byla pozléze propuštěna, protože se prokázalo, že o ničem nevěděla. František Drbal byl vězněn na brněnských Kounicových kolejích, stanným soudem byl odsouzen k trestu smrti a 25. října 1941 zastřelen. Ještě týž den bylo jeho tělo zpopelněno v brněnském krematoriu. Na rodinném hrobě na přerovském městském hřbitově má umístěn kenotaf.